# Godhra
Godhra – miasto w Indiach, w stanie Gudźarat. W 2001 r. miasto to zamieszkiwało 121 852 osób.
W mieście rozwinął się przemysł drzewny oraz szklarski.